# Smirnenski Point
Smirnenski Point är en udde i Antarktis. Den ligger i Sydshetlandsöarna. Argentina, Chile och Storbritannien gör anspråk på området.
Terrängen inåt land är kuperad åt sydväst, men åt nordväst är den platt. Havet är nära Smirnenski Point åt nordost. Trakten är obefolkad. Det finns inga samhällen i närheten. 